# Rubin Lacey
Rubin Lacey (Pelahatchie, 2 januari 1901 - Bakersfield, 14 november 1969) was een Amerikaanse countrybluesgitarist en singer-songwriter.

## Biografie
Rubin Lacey leerde in zijn jeugd gitaar spelen van de oudere artiest George Hendrix. Werkend in het gebied rond Jackson in de Mississippi-delta, werd hij een van de meest populaire blueszangers. Zijn bottleneck-stijl werd beïnvloed door de meer bekende artiest Son House. In 1927 nam hij vier songs op voor Columbia Records in Memphis, waarvan geen werd uitgebracht en er zijn geen mastertapes.
In 1928 nam Lacey de twee songs Mississippi Jail House Groan en Ham Hound Crave op voor Paramount Records, die zijn opname-erfenis vestigden. Vier jaar later werd hij geestelijke. Later werd hij gevonden in Lancaster door de bluesonderzoeker David Evans, die hen opnam met zijn gemeente.

## Overlijden
Rubin Lacey overleed in november 1969 op 68-jarige leeftijd.
- Library of Congress Control Number: no96065233
- MusicBrainz: ce2a71b2-d650-4794-a6c0-7a7a00790650
- SNAC: w6g47bw0
- Virtual International Authority File: 36515931
- WorldCat: E39PBJbtwDvghBrkCDbmYMmDbd